# كوسوكي سوزوكي
كوسوكي سودْزُكي (باليابانية: 鈴木 浩介) (16 يونيو 1981 في شيزوكا (شيزوكا) في اليابان - )؛ هو لاعب كرة قدم ياباني سابق كان يلعب كمهاجم.

## وصلات خارجية
- كوسوكي سوزوكي على موقع رابطة كرة القدم اليابانية للمحترفين (اليابانية)